# Félicien Ntambue Kasembe

Wappen von Félicien Ntambue Kasembe

Félicien Ntambue Kasembe CICM (* 8. September 1970 in Kabinda, Provinz Lomami) ist ein kongolesischer Ordensgeistlicher und ernannter römisch-katholischer Erzbischof von Kananga.

## Leben
Félicien Ntambue Kasembe erwarb 1988 ein Diplom in den Fächern Biologie und Chemie. 1989 trat Ntambue Kasembe der Ordensgemeinschaft der Kongregation vom Unbefleckten Herzen Mariens bei und absolvierte das Noviziat in Mbudi. Von 1990 bis 1993 studierte er Philosophie am Priesterseminar Saint Pierre Canisius in Kinshasa. Anschließend war Ntambue Kasembe drei Jahre als Missionar in Taiwan, Hongkong, Singapur und in der Mongolei tätig. 1996 legte Félicien Ntambue Kasembe die ewige Profess ab. Von 1996 bis 2001 studierte er Katholische Theologie auf den Philippinen und in Kamerun. Ntambue Kasembe empfing am 12. August 2001 in Kabinda das Sakrament der Priesterweihe.
Nach der Priesterweihe war Félicien Ntambue Kasembe zunächst als Pfarrvikar und dann als Pfarrer der Pfarrei Saint Eugène in Kinshasa tätig. 2003 wurde er Sekretär des Provinzials und Rektor der Niederlassung seiner Ordensgemeinschaft in Kinshasa. Zudem war er von 2003 bis 2007 Direktor des pädagogischen Forschungszentrums in Kinshasa und Sekretär der Provinz-Kommission für Finanzangelegenheiten der Kongregation vom Unbefleckten Herzen Mariens. 2007 wurde Ntambue Kasembe für weiterführende Studien nach Belgien entsandt, wo er 2009 an der Université Notre-Dame de la Paix in Namur ein Baccalauréat im Fach Rechtswissenschaft erwarb sowie 2011 an der Université catholique de Louvain in Louvain-la-Neuve einen Master im Fach Rechtswissenschaft und an der Université Saint-Louis in Brüssel einen Master im Fach Menschenrechte. Von 2013 bis 2016 war Félicien Ntambue Kasembe Provinzialrat der Kongregation vom Unbefleckten Herzen Mariens in Kinshasa, bevor er Delegat für Afrika bei den Vorbereitungen des Generalkapitels seiner Ordensgemeinschaft wurde. Seit 2017 war Ntambue Kasembe Generalrat der Kongregation vom Unbefleckten Herzen Mariens.
Am 23. Juli 2020 ernannte ihn Papst Franziskus zum Bischof von Kabinda. Der Erzbischof von Mbandaka-Bikoro, Ernest Ngboko Ngombe CICM, spendete ihm am 27. September desselben Jahres vor dem Lycée Tuivuleneyi in Kabinda die Bischofsweihe; Mitkonsekratoren waren der Erzbischof von Kananga, Marcel Madila Basanguka, und der Bischof von Kasongo, Placide Lubamba Ndjibu MAfr.
Ab dem 21. Dezember 2022 verwaltete er zudem als Apostolischer Administrator das vakante Erzbistum Kananga. Am 19. März 2024 ernannte ihn Papst Franziskus zum Erzbischof von Kananga.